# Della Gherardesca

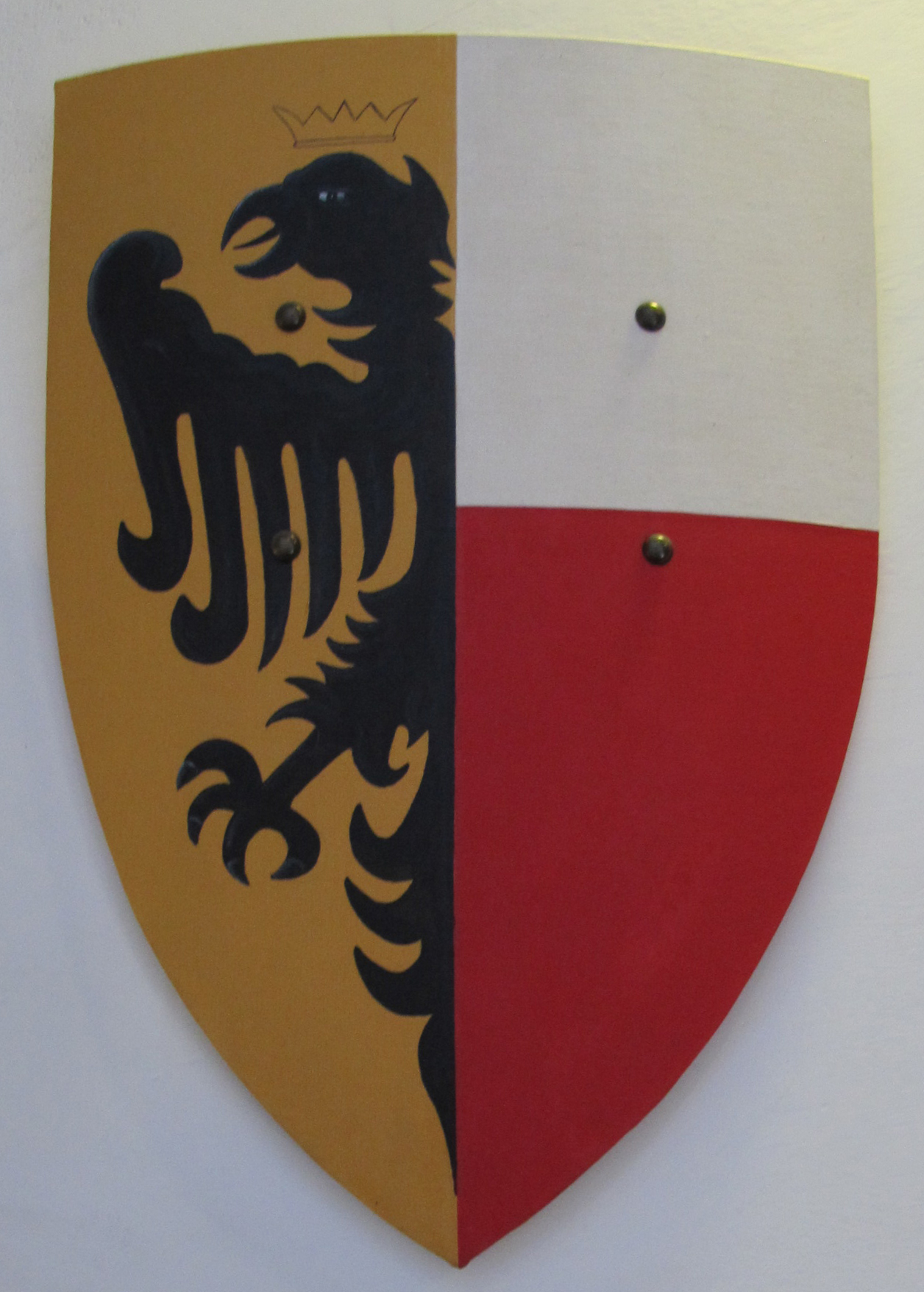
Stemma di Casa della Gherardesca nella casa di Dante a Firenze

I della Gherardesca sono un'antica famiglia toscana di origine longobarda che ha avuto un importante ruolo nella storia di Pisa e della Toscana. Secondo alcuni storici deriverebbero da un singolo ceppo familiare, comune con altre due famiglie comitali che ebbero un ruolo importante nella storia toscana: i Cadolingi e i Guidi (quelli che tentarono ai tempi di Matilde di Toscana con Guido Guerra I di elevarsi a dinastia ducale toscana).

## Storia

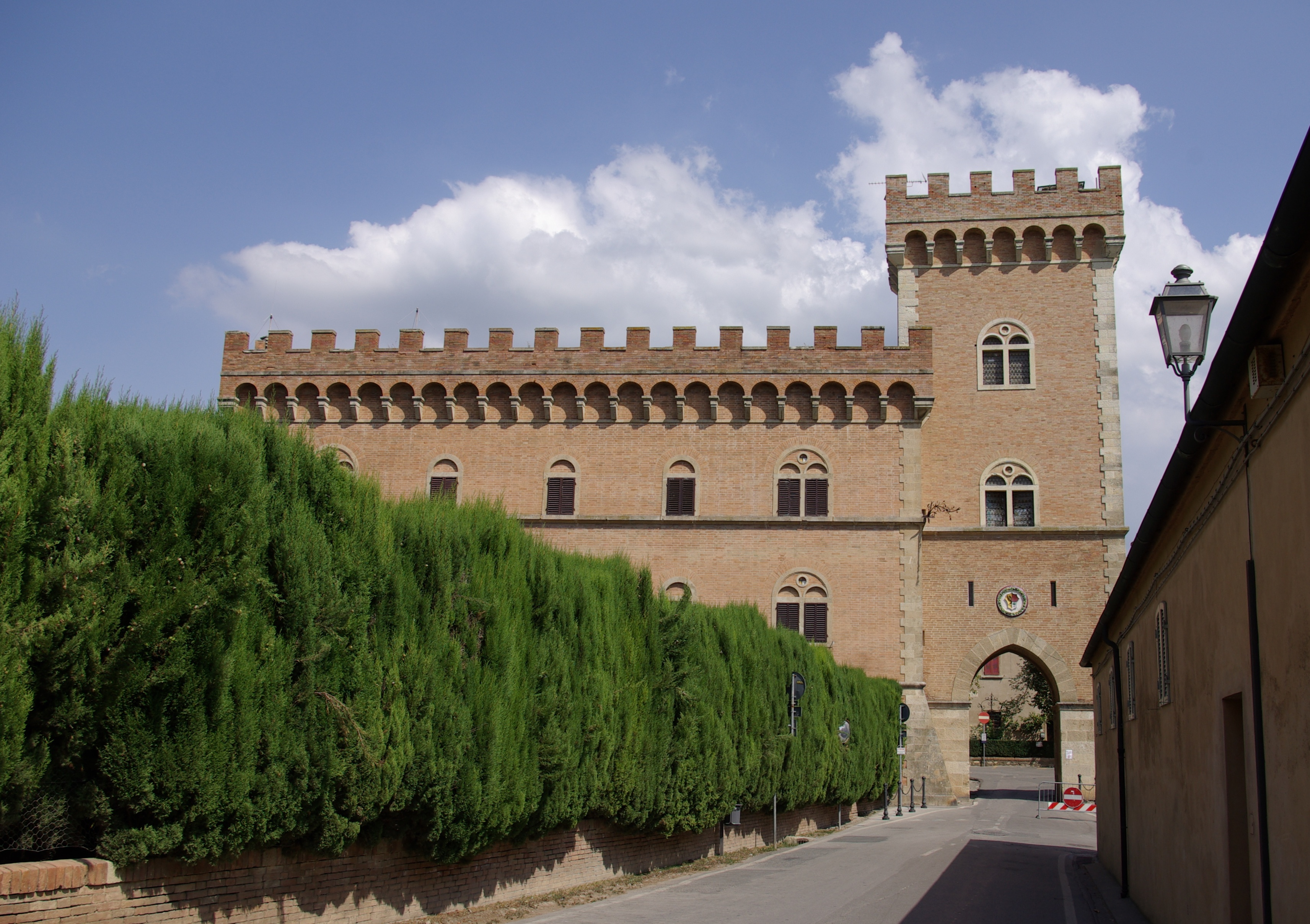
Il castello di Bolgheri, già conosciuto come Gherardesca, storico possedimento della famiglia.

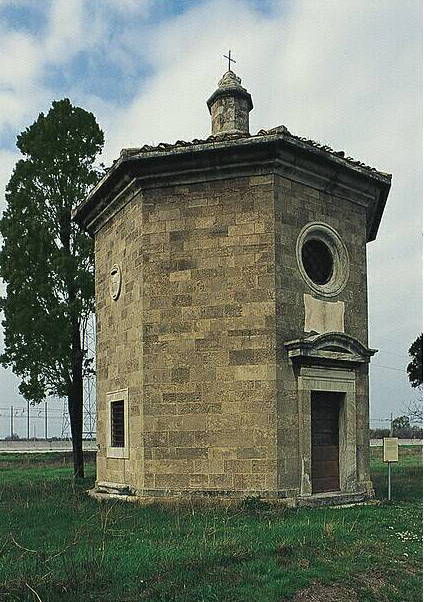
L'oratorio di San Guido, presso Bolgheri, in ricordo dell'eremita Guido.

Il cognome della famiglia è un patronimico che deriva da un Gherardo, il primo membro della famiglia di cui si abbiano notizie sicure. Gherardo, vivente nel X secolo, fu Signore di Volterra e feudatario del castello di Donoratico. Discendeva da san Walfredo, fratello dei re longobardi Astolfo e Rachis, il cui nonno era Pemmone duca del Friuli.
Questa nobile famiglia possedeva già nella seconda metà del X secolo feudi disseminati per tutta l'antica Tuscia. Furono investiti del titolo di conti di Volterra e, fedeli a Enrico II imperatore, videro ampliare, nel secolo successivo, le proprietà terriere e privilegi politici ed economici.
I Della Gherardesca, successivamente, esercitarono più volte il vicariato per conto della Repubblica di Pisa sui territori della Maremma Pisana a capo della fazione dei Raspanti, insieme alla consorteria degli Appiani. Ebbero il dominio di Bolgheri, Donoratico, Montescudaio, Guardistallo, Riparbella, Settimo, Castagneto, Segalari.
La famiglia vanta una serie di religiosi e santi come Pietro, cardinale morto nel 1145, il beato Guido, la beata Gherardesca, il beato Gaddo; ma si ricordano anche personaggi di valore in guerra, come il conte Gherardo di Biserno, che prese parte alla battaglia contro gli arabi alle isole Baleari occupate dai pisani nel 1113, e il primo podestà di Volterra Tedice di Castagneto.
Al tempo di Federico II, i Gherardesca ghibellini combatterono contro i guelfi Visconti, e Gherardo combatté a Montaperti al fianco dei senesi contro i guelfi fiorentini.
I Della Gherardesca combatterono contro Genova e anche in Sardegna, dove si insediarono: Gherardo e Ugolino acquisirono molte terre sull'isola, tra cui la porzione del Giudicato di Cagliari corrispondente all'odierno Sulcis-Iglesiente, dove era ubicata la città di Villa di Chiesa (oggi Iglesias) e dove possedettero il castello di Acquafredda. Lo stesso Gherardo e Silvano si unirono allo sfortunato Corradino di Svevia, lottando al suo fianco.
Il famoso conte Ugolino fu signore di Pisa. Partecipò alla battaglia della Meloria in difesa del porto pisano. Nella battaglia ci furono molti morti da parte pisana e Ugolino venne accusato di tradimento; scagionato, divenne podestà di Pisa e dovette gestire la pace dopo la sconfitta della Meloria. In seguito il conte subì una congiura da parte di altri nobili che lo accusarono nuovamente di tradimento, e il conte Ugolino venne imprigionato nel luglio 1288 nella Torre della Muda, dove morì poco tempo dopo di fame insieme ai figli. Dante lo rese immortale nei versi della sua Divina Commedia.
Gaddo della Gherardesca era a capo delle truppe pisane quando, nel 1314, fu cacciato da Uguccione della Faggiola.
Tra il 1332 ed il 1336, i Della Gherardesca affrontarono alcune rivolte capeggiate prima dalla famiglia Orlandi e poi dalla famiglia Gualandi.
Con la caduta della Repubblica di Pisa avvenuta nel 1406, la famiglia Della Gherardesca passò al servizio di Firenze. L'alleanza coi Medici fu sancita dal matrimonio tra Ugo della Gherardesca e Costanza, sorella del cardinale Alessandro de' Medici, il futuro "papa Lampo". In dote la moglie portò quel palazzo in borgo Pinti già di Bartolommeo Scala.
Sotto i Lorena la famiglia ottenne la conferma del titolo di conti di Donoratico, di Pietra Rossa e di Bolgheri, al termine di una battaglia legale che li contrapponeva ai regnanti, sostenenti che tali feudi non erano mai stati ufficialmente iscritti. I conti riuscirono a comprovare la donazione reale fin dal tempo dei Longobardi, evitando che potessero essere rivendicati come territori della Corona.
Negli anni trenta del Novecento Giuseppe della Gherardesca fu podestà di Firenze ed ebbe l'intuizione di nominare Eugenio Montale direttore del Gabinetto Vieusseux. In tempi più recenti Ugolino e Guelfo furono ingegneri, il secondo a lungo presidente del Circolo dell'Unione. Sibilla, figlia di Guelfo, fu animatrice delle fiere di Pitti Immagine. Costantino, noto conduttore televisivo, è figlio di Costanza.
Il primo ramo della famiglia Della Gherardesca godette dei seguenti titoli nobiliari: conti palatini, conti di Donoratico, conti di Castagneto, conti di Bolgheri, conti di Settimo, conti di Pietra Rossa, nobili coi predicati di detti titoli, patrizi Fiorentini, patrizi di Pisa, patrizi di Volterra, nobili in Sardegna. Il secondo ramo della famiglia Della Gherardesca godette dei seguenti titoli nobiliari: conti, nobili col predicato di detto titolo, patrizi di Firenze, patrizi di Volterra, patrizi di Pisa, nobili in Sardegna.

## Personaggi
- Ugolino della Gherardesca, personaggio storico medievale, cantato da Dante nella Divina Commedia (Inf. XXXIII)
- Brigata, Gaddo, Uguccione e Anselmo della Gherardesca (Anselmuccio), citati da Dante nello stesso passo
- Cosimo della Gherardesca
- Costantino della Gherardesca, attore, giornalista, conduttore radiofonico, personaggio televisivo
- Emilia della Gherardesca, sposò Ugolino Gonzaga, signore di Mantova
- Giuseppe della Gherardesca, senatore italiano
- Tommaso Bonaventura della Gherardesca, arcivescovo
- Ugolino della Gherardesca, politico italiano del XIX secolo
- Ugolino della Gherardesca, politico italiano del XX secolo

## Albero genealogico
|                                              |                                              |                                |                                |                                         |                                         |                                                  |                                                             |                                                             |                                  |                     |                                |                                             |                                             |                                     |                                  |                                  |                           |                           |                                                               |                                                               |                                                |                                                      |                                                      |                                     |                     |                                   |                                   |                       |                                    |                                    |                        |                        |                                     |                                     |                            |                                        |                                             |                                             |                                 |              |
|                                              |                                              |                                |                                |                                         |                                         |                                                  |                                                             |                                                             |                                  |                     |                                |                                             |                                             |                                     |                                  |                                  |                           |                           | DELLA GHERARDESCA                                             |                                                               |                                                |                                                      |                                                      |                                     |                     |                                   |                                   |                       |                                    |                                    |                        |                        |                                     |                                     |                            |                                        |                                             |                                             |                                 |              |
|                                              |                                              |                                |                                |                                         |                                         |                                                  |                                                             |                                                             |                                  |                     |                                |                                             |                                             |                                     |                                  |                                  |                           |                           |                                                               |                                                               |                                                |                                                      |                                                      |                                     |                     |                                   |                                   |                       |                                    |                                    |                        |                        |                                     |                                     |                            |                                        |                                             |                                             |                                 |              |
|                                              |                                              |                                |                                |                                         |                                         |                                                  |                                                             |                                                             |                                  |                     |                                |                                             |                                             |                                     |                                  |                                  |                           |                           |                                                               |                                                               |                                                |                                                      |                                                      |                                     |                     |                                   |                                   |                       |                                    |                                    |                        |                        |                                     |                                     |                            |                                        |                                             |                                             |                                 |              |
|                                              |                                              |                                |                                |                                         |                                         |                                                  |                                                             |                                                             |                                  |                     |                                |                                             |                                             |                                     |                                  |                                  |                           |                           | Ugo 1530-1589                                                 |                                                               |                                                |                                                      |                                                      |                                     |                     |                                   |                                   |                       |                                    |                                    |                        |                        |                                     |                                     |                            |                                        |                                             |                                             |                                 |              |
|                                              |                                              |                                |                                |                                         |                                         |                                                  |                                                             |                                                             |                                  |                     |                                |                                             |                                             |                                     |                                  |                                  |                           |                           |                                                               |                                                               |                                                |                                                      |                                                      |                                     |                     |                                   |                                   |                       |                                    |                                    |                        |                        |                                     |                                     |                            |                                        |                                             |                                             |                                 |              |
|                                              |                                              |                                |                                |                                         |                                         |                                                  |                                                             |                                                             |                                  |                     |                                |                                             |                                             |                                     |                                  |                                  |                           |                           |                                                               |                                                               |                                                |                                                      |                                                      |                                     |                     |                                   |                                   |                       |                                    |                                    |                        |                        |                                     |                                     |                            |                                        |                                             |                                             |                                 |              |
|                                              |                                              |                                |                                |                                         |                                         |                                                  |                                                             |                                                             | Ottavia 1556-1633                | Ottavia 1556-1633   | Virginia 1559                  | Virginia 1559                               | Ottaviano 1560-1566                         | Ottaviano 1560-1566                 | Bernardo 1568-1568               | Bernardo 1568-1568               | Marietta 1553-1575        | Marietta 1553-1575        | Simone 1563-1609                                              | Simone 1563-1609                                              | Lucrezia 1554-1641                             | Lucrezia 1554-1641                                   | Eleonora 1557-1579                                   | Eleonora 1557-1579                  | Settimia 1562-1616  | Settimia 1562-1616                | Francesca 1567-1639               | Francesca 1567-1639   | Camilla 1560-1561                  | Camilla 1560-1561                  |                        |                        |                                     |                                     |                            |                                        |                                             |                                             |                                 |              |
|                                              |                                              |                                |                                |                                         |                                         |                                                  |                                                             |                                                             |                                  |                     |                                |                                             |                                             |                                     |                                  |                                  |                           |                           |                                                               |                                                               |                                                |                                                      |                                                      |                                     |                     |                                   |                                   |                       |                                    |                                    |                        |                        |                                     |                                     |                            |                                        |                                             |                                             |                                 |              |
|                                              |                                              |                                |                                |                                         |                                         |                                                  |                                                             |                                                             |                                  |                     |                                |                                             |                                             |                                     |                                  |                                  |                           |                           |                                                               |                                                               |                                                |                                                      |                                                      |                                     |                     |                                   |                                   |                       |                                    |                                    |                        |                        |                                     |                                     |                            |                                        |                                             |                                             |                                 |              |
|                                              |                                              |                                |                                |                                         |                                         |                                                  |                                                             |                                                             |                                  |                     | Ugo 1588-1646                  | Ugo 1588-1646                               |                                             |                                     |                                  |                                  |                           |                           |                                                               |                                                               |                                                |                                                      | Ippolito 1590-1626                                   | Ippolito 1590-1626                  | Costanza 1586-1666  | Costanza 1586-1666                | Angela                            | Angela                |                                    |                                    |                        |                        |                                     |                                     |                            |                                        |                                             |                                             |                                 |              |
|                                              |                                              |                                |                                |                                         |                                         |                                                  |                                                             |                                                             |                                  |                     |                                |                                             |                                             |                                     |                                  |                                  |                           |                           |                                                               |                                                               |                                                |                                                      |                                                      |                                     |                     |                                   |                                   |                       |                                    |                                    |                        |                        |                                     |                                     |                            |                                        |                                             |                                             |                                 |              |
|                                              |                                              |                                |                                |                                         |                                         |                                                  |                                                             |                                                             |                                  |                     |                                |                                             |                                             |                                     |                                  |                                  |                           |                           |                                                               |                                                               |                                                |                                                      |                                                      |                                     |                     |                                   |                                   |                       |                                    |                                    |                        |                        |                                     |                                     |                            |                                        |                                             |                                             |                                 |              |
|                                              |                                              |                                |                                |                                         |                                         |                                                  | Barbara 1634-1707                                           | Barbara 1634-1707                                           | Piero 1635-1700                  | Piero 1635-1700     | Cassandra 1630-1634            | Cassandra 1630-1634                         | Simone M. 1639-1704                         | Simone M. 1639-1704                 | Guido 1633-1695 ⚭ Laura Guadagni | Guido 1633-1695 ⚭ Laura Guadagni | Cassandra 1618-1632       | Cassandra 1618-1632       | Costanza -1659                                                | Costanza -1659                                                | Laura 1619-1699                                | Laura 1619-1699                                      | Anna                                                 | Anna                                | Ippolito 1625-1684  | Ippolito 1625-1684                | Barbara 1617-1684                 | Barbara 1617-1684     | Simone 1626-1626                   | Simone 1626-1626                   |                        |                        |                                     |                                     |                            |                                        |                                             |                                             |                                 |              |
|                                              |                                              |                                |                                |                                         |                                         |                                                  |                                                             |                                                             |                                  |                     |                                |                                             |                                             |                                     |                                  |                                  |                           |                           |                                                               |                                                               |                                                |                                                      |                                                      |                                     |                     |                                   |                                   |                       |                                    |                                    |                        |                        |                                     |                                     |                            |                                        |                                             |                                             |                                 |              |
|                                              |                                              |                                |                                |                                         |                                         |                                                  |                                                             |                                                             |                                  |                     |                                |                                             |                                             |                                     |                                  |                                  |                           |                           |                                                               |                                                               |                                                |                                                      |                                                      |                                     |                     |                                   |                                   |                       |                                    |                                    |                        |                        |                                     |                                     |                            |                                        |                                             |                                             |                                 |              |
|                                              |                                              |                                |                                |                                         |                                         |                                                  | Bernardo 1655-1702                                          | Bernardo 1655-1702                                          | Teresa 1662-1699                 | Teresa 1662-1699    | Filippo 1657-1657              | Filippo 1657-1657                           | Bonifazio 1663-1698                         | Bonifazio 1663-1698                 | Ugo 1653-1721                    | Ugo 1653-1721                    | Ortensia 1659-1736        | Ortensia 1659-1736        | Giulio Cesare 1664-1733                                       | Giulio Cesare 1664-1733                                       | Tommaso Bonaventura 1654-1721                  | Tommaso Bonaventura 1654-1721                        | Lucrezia 1660-1686                                   | Lucrezia 1660-1686                  |                     |                                   |                                   |                       |                                    |                                    |                        |                        |                                     |                                     |                            |                                        |                                             |                                             |                                 |              |
|                                              |                                              |                                |                                |                                         |                                         |                                                  |                                                             |                                                             |                                  |                     |                                |                                             |                                             |                                     |                                  |                                  |                           |                           |                                                               |                                                               |                                                |                                                      |                                                      |                                     |                     |                                   |                                   |                       |                                    |                                    |                        |                        |                                     |                                     |                            |                                        |                                             |                                             |                                 |              |
|                                              |                                              |                                |                                |                                         |                                         |                                                  |                                                             |                                                             |                                  |                     |                                |                                             |                                             |                                     |                                  |                                  |                           |                           |                                                               |                                                               |                                                |                                                      |                                                      |                                     |                     |                                   |                                   |                       |                                    |                                    |                        |                        |                                     |                                     |                            |                                        |                                             |                                             |                                 |              |
|                                              | Gherardo 1698-1777                           | Gherardo 1698-1777             | Bernardo 1702-1732             | Bernardo 1702-1732                      | Lucrezia 1711-1778                      | Lucrezia 1711-1778                               | Margherita 1699-1778                                        | Margherita 1699-1778                                        | Bonifazio 1702-1773              | Bonifazio 1702-1773 | Annalena 1712-1770             | Annalena 1712-1770                          | Guido 1696-1755                             | Guido 1696-1755                     |                                  |                                  |                           |                           |                                                               |                                                               | Giuseppe 1700-1781                             | Giuseppe 1700-1781                                   | Laura 1705-1749                                      | Laura 1705-1749                     | Carlo 1697-1766     | Carlo 1697-1766                   | Filippo 1701-1703                 | Filippo 1701-1703     | Raffaello 1707-1707                | Raffaello 1707-1707                |                        |                        |                                     |                                     |                            |                                        |                                             |                                             |                                 |              |
|                                              |                                              |                                |                                |                                         |                                         |                                                  |                                                             |                                                             |                                  |                     |                                |                                             |                                             |                                     |                                  |                                  |                           |                           |                                                               |                                                               |                                                |                                                      |                                                      |                                     |                     |                                   |                                   |                       |                                    |                                    |                        |                        |                                     |                                     |                            |                                        |                                             |                                             |                                 |              |
|                                              |                                              |                                |                                |                                         |                                         |                                                  |                                                             |                                                             |                                  |                     |                                |                                             |                                             |                                     |                                  |                                  |                           |                           |                                                               |                                                               |                                                |                                                      |                                                      |                                     |                     |                                   |                                   |                       |                                    |                                    |                        |                        |                                     |                                     |                            |                                        |                                             |                                             |                                 |              |
|                                              |                                              |                                |                                |                                         |                                         |                                                  | Tommaso B. 1737-1816                                        | Tommaso B. 1737-1816                                        | Neri 1746-1792                   | Neri 1746-1792      | Maddalena 1741-1743            | Maddalena 1741-1743                         | Ugo 1733-1767                               | Ugo 1733-1767                       | Laura 1741-1748                  | Laura 1741-1748                  | Gaddo 1740-1756           | Gaddo 1740-1756           | Camillo 1735-1807 ⚭ Maria Teresa Riccardi ⚭ Maria Luisa Nerli | Camillo 1735-1807 ⚭ Maria Teresa Riccardi ⚭ Maria Luisa Nerli | Elisabetta -1743                               | Elisabetta -1743                                     |                                                      |                                     |                     |                                   |                                   |                       |                                    |                                    |                        |                        |                                     |                                     |                            |                                        |                                             |                                             |                                 |              |
|                                              |                                              |                                |                                |                                         |                                         |                                                  |                                                             |                                                             |                                  |                     |                                |                                             |                                             |                                     |                                  |                                  |                           |                           |                                                               |                                                               |                                                |                                                      |                                                      |                                     |                     |                                   |                                   |                       |                                    |                                    |                        |                        |                                     |                                     |                            |                                        |                                             |                                             |                                 |              |
|                                              |                                              |                                |                                |                                         |                                         |                                                  |                                                             |                                                             |                                  |                     |                                |                                             |                                             |                                     |                                  |                                  |                           |                           |                                                               |                                                               |                                                |                                                      |                                                      |                                     |                     |                                   |                                   |                       |                                    |                                    |                        |                        |                                     |                                     |                            |                                        |                                             |                                             |                                 |              |
|                                              |                                              |                                |                                |                                         |                                         |                                                  |                                                             |                                                             |                                  |                     |                                | Giulia 1771-1793                            | Giulia 1771-1793                            | Vincenzo 1784-1785                  | Vincenzo 1784-1785               | Virginia 1773-1774               | Virginia 1773-1774        | Maddalena 1785-1852       | Maddalena 1785-1852                                           | Laura 1768-1770                                               | Laura 1768-1770                                | Guido Alberto 1780-1854 ⚭ Ernesta Finocchietti       | Guido Alberto 1780-1854 ⚭ Ernesta Finocchietti       | Maddalena 1769-1770                 | Maddalena 1769-1770 | M. Anna 1782-1783                 | M. Anna 1782-1783                 |                       |                                    |                                    |                        |                        |                                     |                                     |                            |                                        |                                             |                                             |                                 |              |
|                                              |                                              |                                |                                |                                         |                                         |                                                  |                                                             |                                                             |                                  |                     |                                |                                             |                                             |                                     |                                  |                                  |                           |                           |                                                               |                                                               |                                                |                                                      |                                                      |                                     |                     |                                   |                                   |                       |                                    |                                    |                        |                        |                                     |                                     |                            |                                        |                                             |                                             |                                 |              |
|                                              |                                              |                                |                                |                                         |                                         |                                                  |                                                             |                                                             |                                  |                     |                                |                                             |                                             |                                     |                                  |                                  |                           |                           |                                                               |                                                               |                                                |                                                      |                                                      |                                     |                     |                                   |                                   |                       |                                    |                                    |                        |                        |                                     |                                     |                            |                                        |                                             |                                             |                                 |              |
|                                              |                                              |                                |                                |                                         |                                         |                                                  |                                                             |                                                             |                                  |                     |                                | Walfredo Fazio 1825-1892 ⚭ Teresa Morrocchi | Walfredo Fazio 1825-1892 ⚭ Teresa Morrocchi |                                     |                                  |                                  |                           |                           |                                                               |                                                               |                                                |                                                      |                                                      |                                     |                     |                                   |                                   |                       |                                    |                                    |                        |                        | Ugolino 1823-1882 ⚭ Giulia Giuntini | Ugolino 1823-1882 ⚭ Giulia Giuntini |                            |                                        |                                             |                                             |                                 |              |
|                                              |                                              |                                |                                |                                         |                                         |                                                  |                                                             |                                                             |                                  |                     |                                |                                             |                                             |                                     |                                  |                                  |                           |                           |                                                               |                                                               |                                                |                                                      |                                                      |                                     |                     |                                   |                                   |                       |                                    |                                    |                        |                        |                                     |                                     |                            |                                        |                                             |                                             |                                 |              |
|                                              |                                              |                                |                                |                                         |                                         |                                                  |                                                             |                                                             |                                  |                     |                                |                                             |                                             |                                     |                                  |                                  |                           |                           |                                                               |                                                               |                                                |                                                      |                                                      |                                     |                     |                                   |                                   |                       |                                    |                                    |                        |                        |                                     |                                     |                            |                                        |                                             |                                             |                                 |              |
|                                              |                                              |                                |                                | Alberto Guido 1851-1931 ⚭ G. Fisher     | Alberto Guido 1851-1931 ⚭ G. Fisher     |                                                  |                                                             |                                                             |                                  |                     |                                |                                             | Ugo Cosimo 1858-1910 ⚭ E. Wonwiller         | Ugo Cosimo 1858-1910 ⚭ E. Wonwiller |                                  |                                  |                           |                           |                                                               |                                                               | Gherardo 1852-1946 ⚭ O. Alliata                | Gherardo 1852-1946 ⚭ O. Alliata                      |                                                      |                                     |                     |                                   |                                   |                       |                                    |                                    |                        |                        | Walfredo 1865-1932 ⚭ M. Ruspoli     | Walfredo 1865-1932 ⚭ M. Ruspoli     |                            |                                        |                                             |                                             |                                 |              |
|                                              |                                              |                                |                                |                                         |                                         |                                                  |                                                             |                                                             |                                  |                     |                                |                                             |                                             |                                     |                                  |                                  |                           |                           |                                                               |                                                               |                                                |                                                      |                                                      |                                     |                     |                                   |                                   |                       |                                    |                                    |                        |                        |                                     |                                     |                            |                                        |                                             |                                             |                                 |              |
|                                              |                                              |                                |                                |                                         |                                         |                                                  |                                                             |                                                             |                                  |                     |                                |                                             |                                             |                                     |                                  |                                  |                           |                           |                                                               |                                                               |                                                |                                                      |                                                      |                                     |                     |                                   |                                   |                       |                                    |                                    |                        |                        |                                     |                                     |                            |                                        |                                             |                                             |                                 |              |
|                                              |                                              | Ugolino 1874-1957 ⚭ B. Wrangel | Ugolino 1874-1957 ⚭ B. Wrangel |                                         |                                         |                                                  | Giuseppe 1876-1968 ⚭ Enrichetta Taylor ⚭ Pia Marro Sperling | Giuseppe 1876-1968 ⚭ Enrichetta Taylor ⚭ Pia Marro Sperling | Adelasia 1896-1974               | Adelasia 1896-1974  | Margherita 1897-1988 ⚭ Zanetti | Margherita 1897-1988 ⚭ Zanetti              | Arrigo 1907-1937                            | Arrigo 1907-1937                    | Beatrice 1895-1952 ⚭ Rusconi     | Beatrice 1895-1952 ⚭ Rusconi     | Telda 1902-1974 ⚭ Rusconi | Telda 1902-1974 ⚭ Rusconi | Uguccione 1898-1973 ⚭ Lea dei conti Scheibler                 | Uguccione 1898-1973 ⚭ Lea dei conti Scheibler                 |                                                |                                                      | Walfredo 1894-1953 ⚭ N. Piccolellis                  | Walfredo 1894-1953 ⚭ N. Piccolellis |                     |                                   |                                   |                       | Gaddo 1895-1981 ⚭ E. Poschi Meuron | Gaddo 1895-1981 ⚭ E. Poschi Meuron |                        |                        |                                     |                                     |                            |                                        | Ranieri 1890-1946 ⚭ A. s'Oncieu de la Batie | Ranieri 1890-1946 ⚭ A. s'Oncieu de la Batie |                                 |              |
|                                              |                                              |                                |                                |                                         |                                         |                                                  |                                                             |                                                             |                                  |                     |                                |                                             |                                             |                                     |                                  |                                  |                           |                           |                                                               |                                                               |                                                |                                                      |                                                      |                                     |                     |                                   |                                   |                       |                                    |                                    |                        |                        |                                     |                                     |                            |                                        |                                             |                                             |                                 |              |
|                                              |                                              |                                |                                |                                         |                                         |                                                  |                                                             |                                                             |                                  |                     |                                |                                             |                                             |                                     |                                  |                                  |                           |                           |                                                               |                                                               |                                                |                                                      |                                                      |                                     |                     |                                   |                                   |                       |                                    |                                    |                        |                        |                                     |                                     |                            |                                        |                                             |                                             |                                 |              |
| Alessandra 1903-1984 ⚭ F. Spalletti Trivelli | Alessandra 1903-1984 ⚭ F. Spalletti Trivelli | Barbara 1909 ⚭ R. Lawley       | Barbara 1909 ⚭ R. Lawley       | Giorgio Ugolino 1902-1947 ⚭ F. Theodoli | Giorgio Ugolino 1902-1947 ⚭ F. Theodoli | Clarice 1909-1998 ⚭ Mario Incisa della Rocchetta | Clarice 1909-1998 ⚭ Mario Incisa della Rocchetta            | Carlotta 1904 ⚭ Niccolò Antinori                            | Carlotta 1904 ⚭ Niccolò Antinori |                     |                                |                                             |                                             |                                     |                                  |                                  |                           | Uguccione 1940-1998       | Uguccione 1940-1998                                           | Costanza 1939-2022 ⚭ Alvin Verecondi Scortecci                | Costanza 1939-2022 ⚭ Alvin Verecondi Scortecci | Sveva 1930 ⚭ N. Romanoff                             | Sveva 1930 ⚭ N. Romanoff                             | Manfredi 1930-1955                  | Manfredi 1930-1955  | Guelfo 1920-2008 ⚭ A. Guillichini | Guelfo 1920-2008 ⚭ A. Guillichini |                       |                                    |                                    |                        |                        | Ugolino 1925-2017 ⚭ A. Capacci      | Ugolino 1925-2017 ⚭ A. Capacci      |                            | Guido Novello 1941-1990 ⚭ A. Scarascia | Guido Novello 1941-1990 ⚭ A. Scarascia      | Walfredo 1937 ⚭ L. Mac Callough             | Walfredo 1937 ⚭ L. Mac Callough |              |
|                                              |                                              |                                |                                |                                         |                                         |                                                  |                                                             |                                                             |                                  |                     |                                |                                             |                                             |                                     |                                  |                                  |                           |                           |                                                               |                                                               |                                                |                                                      |                                                      |                                     |                     |                                   |                                   |                       |                                    |                                    |                        |                        |                                     |                                     |                            |                                        |                                             |                                             |                                 |              |
|                                              |                                              |                                |                                |                                         |                                         |                                                  |                                                             |                                                             |                                  |                     |                                |                                             |                                             |                                     |                                  |                                  |                           |                           |                                                               |                                                               |                                                |                                                      |                                                      |                                     |                     |                                   |                                   |                       |                                    |                                    |                        |                        |                                     |                                     |                            |                                        |                                             |                                             |                                 |              |
| Franca 1927-2010                             | Franca 1927-2010                             |                                |                                |                                         |                                         |                                                  |                                                             |                                                             |                                  |                     |                                |                                             |                                             |                                     |                                  |                                  |                           | Olimpia 1959              | Olimpia 1959                                                  | Costantino 1977                                               | Costantino 1977                                | Natalija Nikolaevna Romanoff 1952 ⚭ Giuseppe Consolo | Natalija Nikolaevna Romanoff 1952 ⚭ Giuseppe Consolo | Manfredi 1961-2022                  | Manfredi 1961-2022  | Sibilla 1946 ⚭ S. Orlando         | Sibilla 1946 ⚭ S. Orlando         | Gaddo 1949 ⚭ M. Valli | Gaddo 1949 ⚭ M. Valli              |                                    | Arrigo 1950 ⚭ L. Ricci | Arrigo 1950 ⚭ L. Ricci |                                     |                                     | Simone 1953 ⚭ A. Nardi Dei | Simone 1953 ⚭ A. Nardi Dei             | Adriano 1996                                | Adriano 1996                                | Camilla 1975                    | Camilla 1975 |
|                                              |                                              |                                |                                |                                         |                                         |                                                  |                                                             |                                                             |                                  |                     |                                |                                             |                                             |                                     |                                  |                                  |                           |                           |                                                               |                                                               |                                                |                                                      |                                                      |                                     |                     |                                   |                                   |                       |                                    |                                    |                        |                        |                                     |                                     |                            |                                        |                                             |                                             |                                 |              |
|                                              |                                              |                                |                                |                                         |                                         |                                                  |                                                             |                                                             |                                  |                     |                                |                                             |                                             |                                     |                                  |                                  |                           |                           |                                                               |                                                               |                                                |                                                      |                                                      |                                     |                     |                                   |                                   |                       |                                    |                                    |                        |                        |                                     |                                     |                            |                                        |                                             |                                             |                                 |              |
|                                              |                                              |                                |                                |                                         |                                         |                                                  |                                                             |                                                             |                                  |                     |                                |                                             |                                             |                                     |                                  |                                  |                           |                           |                                                               |                                                               | Enzo Manfredi Consolo 1976-1997                | Enzo Manfredi Consolo 1976-1997                      | Nicoletta 1979                                       | Nicoletta 1979                      |                     |                                   |                                   | Costanza 1986         | Costanza 1986                      | Walfredo 1987                      | Walfredo 1987          | Gaddo 1990             | Gaddo 1990                          | Sveva 1980                          | Sveva 1980                 | Elena 1985                             | Elena 1985                                  |                                             |                                 |              |